# تفجير كابل (17 أغسطس 2019)
حصلَ تفجيرٌ انتحاريّ في مدينة كابل بأفغانستان بتاريخ 17 آب/أغسطس 2019 مُستهدفًا حفل زفاف مما تسبّبَ في مقتل 36 شخصًا وإصابةِ 182 آخرين.

## الهجوم
وقعَ التفجير الانتحاري في حوالي الساعة 10:40 مساءً بتوقيت أفغانستان (4:30 بالتوقيت العالمي المنسق) بمدينة كابل الغربية ذات الكثافة العالية من أقلية الهزارة الشيعية. استهدفَ الهجوم قاعة زفاف؛ حيثُ كانت مكتظة بالمدنيين ففجّرَ المُهاجِم عدّة متفجرات خلال إجراءات مراسِيم الزفاف.
حسبَ مالك القاعة؛ فقد تمّت دعوة أكثر من 1200 شخص لحضور الحدث مع تنوع الحضور بين السنة والشيعة لكنّ معظمهم كانوا من الهزارة بما في ذلك العريسان. نتجَ عن الهجوم مقتل 63 شخصًا على الأقل – بما في ذلك العديدُ من الأطفال – وإصابة 182 آخرين؛ كما نجا العروسان لكنهما فقدا العديد من أفراد عائلتيهما.

## المسئولية
أعلنَ تنظيم الدولة الإسلامية(داعش) المسئولية عمّا حصل؛ كما نشرَ معطيات حول الهجوم بما في ذلك اسمُ المفجّر وهو باكستاني الجنسيّة يُدعى أبو عاصم الباكستاني كما برروا الهجوم بكونهِ استهدافًا مُباشرًا لمن وصفوهم بـ «غير المؤمنين». في السياق ذاته؛ أنكرت حركة طالبان مسئوليتها عنِ الهجوم وقال متحدثٌ باسمِ الحركة أن طالبان تُدين هذا التفجير بأقصى العبارات.

## ردود الفعل

### محليًا
أدان الرئيس الأفغاني أشرف غني الهجوم واصفًا إيّاه بـ «الوحشي» و«البربري» كما عبّرَ عن تعازيه للضحايا وعائلات القتلى؛ مُشيرًا إلى أن طالبان لا يمكنها التهرب من المسؤولي قائلًا: «لا يُمكن لطالبان تبرئة نفسها من الهجوم ... إنّها توفر منصة  للإرهابيين». في المُقابل؛ نفت الحركة كل المزاعم التي ربطتها بالهجوم حيث أعلنَ المتحدث الرسمي باسمِ الجماعة ذبيح الله مجاهد أنّ الحركة «تُدين بقوة الانفجار الذي استهدف المواطنين داخل فندق بمدينة كابل ... هذا النوع من الهجمات الوحشيّة المتعمدة تجاه المواطنين دون استثناء للنساء والأطفال أمرٌ مُحرّم ولا يمكن تبريره.»

### دوليًا
- الأمم المتحدة: أصدرت بعثة الأمم المتحدة للمساعدة في أفغانستان بيانًا دانت فيهِ الهجوم حيثُ قالت: «تدين بعثة الأمم المتحدة للمساعدة بأفغانستان هجوم كابل ليلة أمس والذي تشير تقاريره الأولية إلي مقتل مئات المواطنين وإصابة ما يفوق ذلك العدد من ضمنهم نساءً وأطفال.»
- الولايات المتحدة: أدانت الولايات المتحدة هي الأخرى الهجوم؛ حيثُ نشرَ السفير الأمريكي بأفغانستان تغريدةً على تويتر قالَ فيها: «تفجير قاعة الزفاف  أمس بكابل كان فعلًا في غاية «الفسوق». تعازينا القلبية للضحايا وأسرهم. لا ينبغي لأحد التعرض لهجومٍ كهذا؛ لا سيما الأطفال الأبرياء.»
- السعودية: نشرت وزارة الخارجية السعودية تصريحًا علي تويتر قالت فيهِ: «نُدين ونُندّد بالتفجير الإرهابي بحفلِ زفافٍ في كابل عاصمة أفغانستان ... نُجدّد موقف السعودية الحازم المناهض لاستهداف وإرهاب الأبرياء.»